# Ibusuki, Kagoshima
Ibusuki (指宿市 Ibusuki-shi) là một thành phố thuộc tỉnh Kagoshima, Nhật Bản.